# Paulinerklooster (Częstochowa)
Het Paulinerklooster of klooster van Jasna Góra. (Pools: Sanktuarium jasnogórskie) is een 14e-eeuws klooster en heiligdom voor de cultus van Onze Lieve Vrouw van Częstochowa op de Jasna Góra. Het klooster werd een tijdlang gezien als een van de rijkste kerken van Centraal-Europa. Het bouwwerk is een beschermd architectonisch monument.

## Geschiedenis

### 14e-18e eeuw
Wladislaus II van Oppeln schonk in 1382 een kerk gewijd aan de Maria-Geboorte op de Jasna Góra aan een groep van 16 pauliners uit het Hongaarse klooster van Márianosztra. De bisschop Jan Radlica zou hier ook bij betrokken zijn geweest. Het klooster kon hier op 24 februari 1393 gesticht worden dankzij consequente schenkingen van Wladislaus II Jagiello en zijn vrouw Hedwig van Polen. De steun vanuit koningshuizen en die van de Szlachta maakte Jasna Góra een van de rijkste kerken van Centraal-Europa.
Vanaf de eerste helft van de 15e eeuw bleef het klooster een bedevaartsoord, waar de monniken zich bezighielden met het prediken en de evangeliebediening. Het klooster was het hoofdkwartier van de pauliners in de Poolse provincie en kreeg in 1493 de rechten voor zelfbestuur. De Tridentijnse hervormingen werden in de eerste helft van de 17e eeuw geïntroduceerd en de laat-barok basiliek en diverse versieringen zijn in die tijd aan het complex toegevoegd. Ook werden tussen 1620-1623 nieuwe fortificaties rondom het klooster gebouwd.
Prins Jerzy Lubomirski heeft een groot aandeel gehad in de bouw van deze fortificaties; hij liet in 1620 het Bastion van St. Barbara bouwen en in 1623 een indrukwekkende poort naar het ontwerp van de Silezische architect Johann Baptist Limberger. Deze fortificaties zouden een belangrijke rol in de Noordse Oorlog spelen. In 1682 trok de viering rondom het 300ste jubileum van het klooster ongeveer 140.000 pelgrims aan.

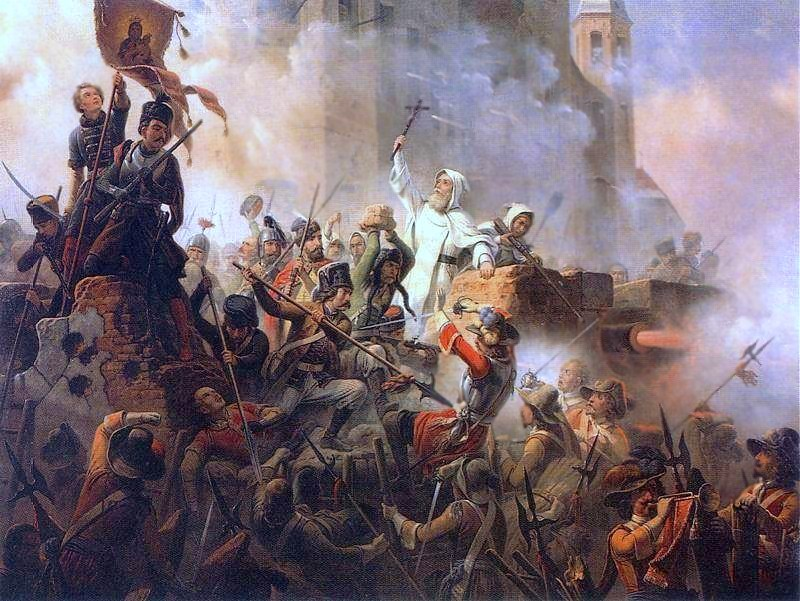
Het beleg van Jasna Góra in 1655

### 18e-20e eeuw
Vanaf de 18e eeuw, tijdens de Verlichting, begon de status van het klooster af te nemen. In navolging van de Januariopstand werd het klooster slachtoffer van verscheidende represailles door de Tsaristische overheid. In 1882 trok de viering rondom het 500ste jubileum van het klooster ongeveer 300.000 pelgrims aan. Volgens historici een uiting van de Pools-katholieke (nationalistische) identiteit tijdens de Russische bezetting. Het klooster zag een herleving na de onafhankelijkheid van Polen in 1918 en nieuwe statuten werden in het Interbellum opgesteld. Hier kwam abrupt een einde aan toen de Duitse bezettingsmacht de pelgrimstochten naar het klooster in 1939 verbood. Kort na de Tweede Wereldoorlog arriveerden ongeveer een half miljoen pelgrims bij het klooster als uiting van hun dank. Ook de communistische regering verbood echter pelgrimstochten naar de Jasna Góra. Het klooster zelf was betrokken in direct verzet tegen het communisme. Zo boden monniken regelmatig onderdak aan voor personen die vervolgd werden door de regering. Ook werden verboden pelgrimstochten actief aangemoedigd en werden missen gehouden waarin de hoop om een bevrijding van het communisme werd betrokken.

### 21e eeuw
Tegenwoordig trekt het klooster jaarlijks veel pelgrims en is het een belangrijke verzamelplaats voor gelovigen, waaronder veel jeugd. De zesde  Wereldjongerendag werd hier op 15 augustus 1991 in het bijzijn van Paus Johannes Paulus II gehouden. De paus heeft het klooster in 1979, 1983, 1987, 1991 en 1997 bezocht.  Vandaag de dag leven en werken ongeveer 60 pauliners in het klooster.

## De cultus van Onze Lieve Vrouw van Częstochowa

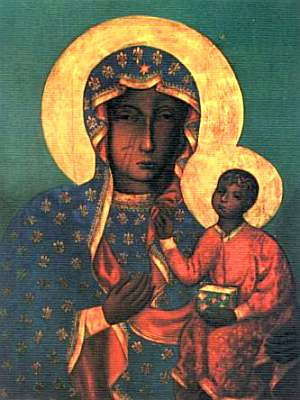
De Zwarte Madonna van Częstochowa

Wladislaus II van Oppeln schonk in 1384 de Zwarte Madonna van Częstochowa aan de pauliners van Jasna Góra. Het schilderij is waarschijnlijk tijdens de verovering van Belz in 1377 door de hertog bemachtigd. Het schilderij raakte tijdens een poging tot beroving in 1430 beschadigd, waarna Wladislaus II Jagiello het schilderij in Krakau liet restoren en decoreren. Het schilderij is daarna tijdens een plechtige optocht naar het klooster teruggebracht. Deze gebeurtenissen hebben bijgedragen aan de latere ontwikkeling van de cultus rondom dit schilderij.
Tijdens de succesvolle verdediging van Jasna Góra in 1655 werd de cultus rondom Maria wederom versterkt. Onze Lieve Vrouw van Częstochowa werd gezien als de beschermer van het klooster ten tijde van het beleg en tevens als aanstichter van de daaropvolgende overwinning tegen de Zweden. Sinds die tijd speelt de toewijding aan Onze Lieve Vrouw van Częstochowa een belangrijke rol in de Poolse spiritualiteit. Maria werd zelfs geëerd als de Koningin van Polen.
Dit aspect van de cultus rondom Onze Lieve Vrouw van Częstochowa werd verder benadrukt toen het schilderij op 8 september 1717 door paus Innocentius XIII werd gekroond. De cultus kreeg een belangrijke rol na de Poolse Delingen en tijdens de communistische tijdperk. De monniken volgden in die laatste periode de instructies van Stefan Wyszyński op om de spirituele vernieuwing van de natie via de cultus van Onze Lieve Vrouw van Częstochowa te propageren. Het toppunt van de cultus werd op 26 augustus 1956 bereikt, toen de zogenaamde Nationale Geloften in het bijzijn van Poolse bisschoppen en meer dan een miljoen mensen op de Jasna Góra werd afgelegd.

## Het complex
Het complex bestaat onder andere uit het 14e-eeuwse klooster van de pauliners, een laat-barok basiliek, de gotische Onze Lieve Vrouw van Częstochow kapel, een arsenaal, schatkamer, refectorium en de Kruisweg. Onder de Sint-Pauluskapel is de familiecrypte van de machtige adellijke familie Denhoff.

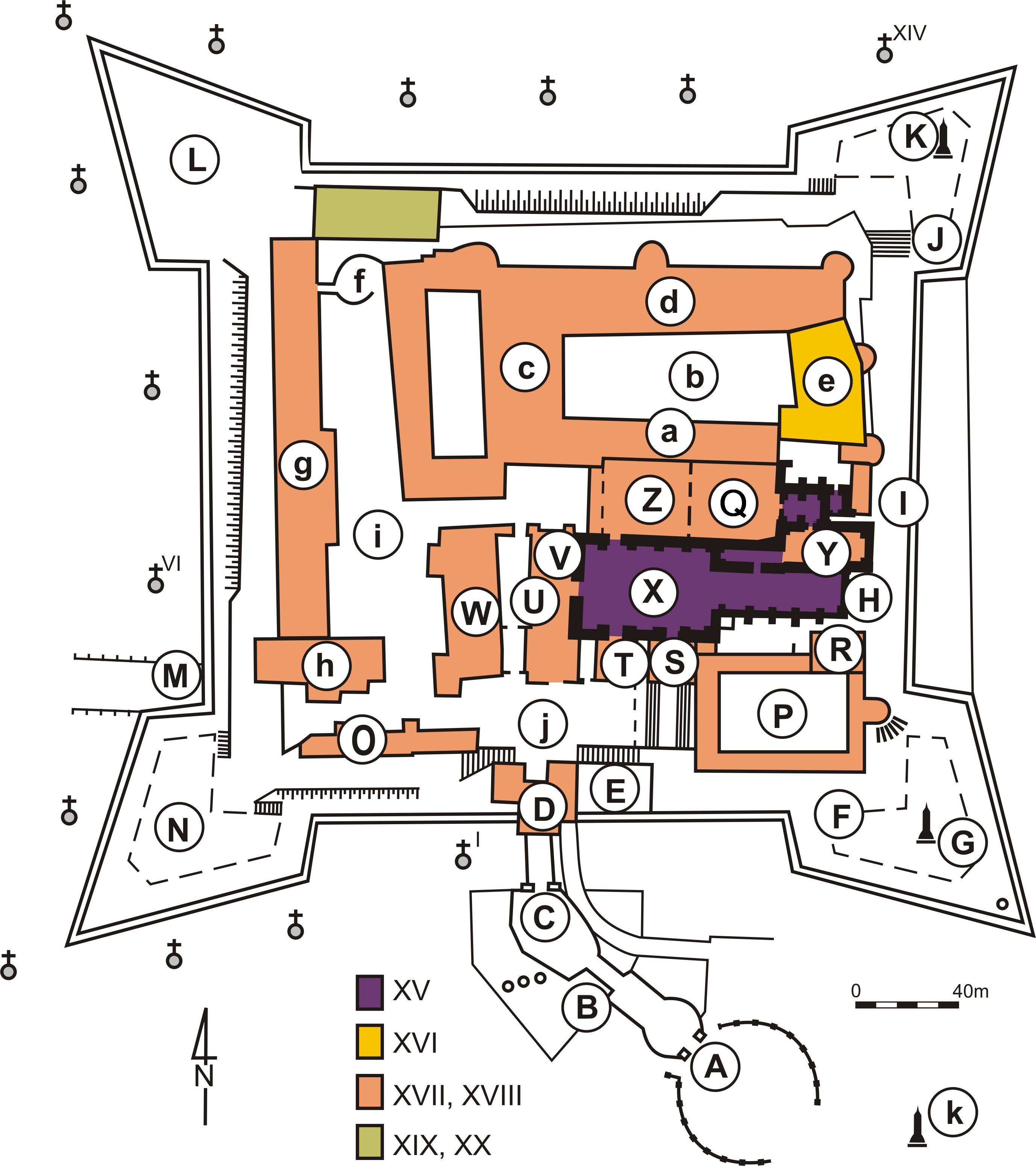
Plattegrond van het complex